# Basketball-Europameisterschaft der Damen 1960
Die Basketball-Europameisterschaft der Damen 1960 (offiziell: EuroBasket 1960 Women) war die 7. Austragung des kontinentalen Wettbewerbs. Sie fand vom 3. bis zum 11. Juni 1960 in Bulgarien statt und wurde von der FIBA Europa organisiert. Die Partien wurden in Sofia ausgetragen.

## Mannschaften
| Gruppe A                                                  | Gruppe B                                                       |
| --------------------------------------------------------- | -------------------------------------------------------------- |
| - Belgien - Jugoslawien - Rumänien - Sowjetunion - Ungarn | - Bulgarien - Italien - Niederlande - Polen - Tschechoslowakei |

## Vorrunde
Es wurde in zwei Gruppen gespielt. Bei Punktgleichheit zählt der direkte Vergleich, danach die Korbdifferenz folgend die erzielten Körbe. Die drei Bestplatzierten jeder Gruppe kamen in die Finalrunde und kämpften um die Medaillen. Die restlichen Mannschaften ermittelten in der Platzierungsrunde die Plätze 7 bis 10.

### Gruppe A
| Platz | Team        | Spiele | Siege | Niederl. | Körbe   | Diff. | Punkte |
| ----- | ----------- | ------ | ----- | -------- | ------- | ----- | ------ |
| 1     | Sowjetunion | 4      | 4     | 0        | 304:151 | +153  | 8      |
| 2     | Jugoslawien | 4      | 3     | 1        | 207:213 | −6    | 7      |
| 3     | Rumänien    | 4      | 2     | 2        | 189:203 | −14   | 6      |
| 4     | Ungarn      | 4      | 1     | 3        | 181:229 | −48   | 5      |
| 5     | Belgien     | 4      | 0     | 4        | 162:247 | −85   | 4      |

| Spiel | Datum              | Team 1      | Team 2      | 1. H. | 2. H. | Verl. | Ergebnis |
| ----- | ------------------ | ----------- | ----------- | ----- | ----- | ----- | -------- |
| A1    | 3. Juni 1960 16:00 | Rumänien    | Ungarn      | 27:18 | 28:28 | –     | 55:46    |
| A2    | 3. Juni 1960 17:00 | Sowjetunion | Jugoslawien | 29:18 | 49:17 | –     | 78:35    |
| A3    | 4. Juni 1960 17:45 | Sowjetunion | Belgien     | 43:18 | 46:26 | –     | 89:44    |
| A4    | 4. Juni 1960 20:15 | Jugoslawien | Ungarn      | 32:26 | 24:24 | –     | 56:50    |
| A5    | 5. Juni 1960 16:30 | Ungarn      | Belgien     | 28:16 | 25:25 | –     | 53:41    |
| A6    | 5. Juni 1960 20:15 | Jugoslawien | Rumänien    | 27:22 | 32:24 | –     | 59:46    |
| A7    | 6. Juni 1960 18:30 | Belgien     | Rumänien    | 23:19 | 15:29 | –     | 38:48    |
| A8    | 6. Juni 1960 19:45 | Ungarn      | Sowjetunion | 16:35 | 16:42 | –     | 32:77    |
| A9    | 7. Juni 1960 16:30 | Belgien     | Jugoslawien | 20:21 | 19:36 | –     | 39:57    |
| A10   | 7. Juni 1960 17:45 | Rumänien    | Sowjetunion | 18:30 | 22:30 | –     | 40:60    |

### Gruppe B
| Platz | Team             | Spiele | Siege | Niederl. | Körbe   | Diff. | Punkte |
| ----- | ---------------- | ------ | ----- | -------- | ------- | ----- | ------ |
| 1     | Bulgarien        | 4      | 4     | 0        | 261:170 | +91   | 8      |
| 2     | Tschechoslowakei | 4      | 3     | 1        | 262:186 | +76   | 7      |
| 3     | Polen            | 4      | 2     | 2        | 200:211 | −11   | 6      |
| 4     | Italien          | 4      | 1     | 3        | 178:219 | −41   | 5      |
| 5     | Niederlande      | 4      | 0     | 4        | 161:276 | −115  | 4      |

| Spiel | Datum              | Team 1           | Team 2           | 1. H. | 2. H. | Verl. | Ergebnis |
| ----- | ------------------ | ---------------- | ---------------- | ----- | ----- | ----- | -------- |
| B1    | 3. Juni 1960 19:30 | Bulgarien        | Niederlande      | 53:19 | 34:20 | –     | 87:39    |
| B2    | 3. Juni 1960 20:30 | Tschechoslowakei | Polen            | 19:33 | 45:16 | –     | 64:49    |
| B3    | 4. Juni 1960 16:30 | Polen            | Niederlande      | 28:15 | 27:21 | –     | 55:36    |
| B4    | 4. Juni 1960 19:00 | Italien          | Tschechoslowakei | 21:35 | 19:36 | –     | 40:71    |
| B5    | 5. Juni 1960 17:45 | Niederlande      | Italien          | 22:27 | 20:31 | –     | 42:58    |
| B6    | 5. Juni 1960 19:00 | Bulgarien        | Polen            | 31:22 | 35:23 | –     | 66:45    |
| B7    | 6. Juni 1960 16:00 | Tschechoslowakei | Niederlande      | 37:29 | 39:15 | –     | 76:44    |
| B8    | 6. Juni 1960 17:15 | Bulgarien        | Italien          | 32:12 | 23:23 | –     | 55:35    |
| B9    | 7. Juni 1960 19:00 | Bulgarien        | Tschechoslowakei | 22:22 | 31:29 | –     | 53:51    |
| B10   | 7. Juni 1960 20:15 | Polen            | Italien          | 26:16 | 25:29 | –     | 51:45    |

## Platzierungsrunde
Bei Punktgleichheit zählt der direkte Vergleich, danach die Korbdifferenz folgend die erzielten Körbe.
| Platz | Team        | Spiele | Siege | Niederl. | Körbe   | Diff. | Punkte |
| ----- | ----------- | ------ | ----- | -------- | ------- | ----- | ------ |
| 1     | Italien     | 3      | 3     | 0        | 163:134 | +29   | 6      |
| 2     | Niederlande | 3      | 2     | 1        | 143:140 | +3    | 5      |
| 3     | Ungarn      | 3      | 1     | 2        | 146:145 | +1    | 4      |
| 4     | Belgien     | 3      | 0     | 3        | 122:155 | −33   | 3      |

Folgende Ergebnisse der Vorrunde der Mannschaften gegeneinander wurden in die Platzierungsrunde mitgenommen.
- Niederlande – Italien 42:58
- Ungarn – Belgien 53:41

| Spiel | Datum               | Team 1      | Team 2      | 1. H. | 2. H. | Verl. | Ergebnis   |
| ----- | ------------------- | ----------- | ----------- | ----- | ----- | ----- | ---------- |
| 1     | 9. Juni 1960 08:30  | Italien     | Belgien     | 28:22 | 21:15 | –     | 49:37      |
| 2     | 9. Juni 1960 09:45  | Ungarn      | Niederlande | 21:24 | 17:24 | –     | 38:48      |
| 3     | 10. Juni 1960 08:30 | Niederlande | Belgien     | 28:27 | 25:17 | –     | 53:44      |
| 4     | 11. Juni 1960 08:30 | Italien     | Ungarn      | 28:31 | 22:19 | 6:5   | 56:55 (OT) |

## Finalrunde
Bei Punktgleichheit zählt der direkte Vergleich, danach die Korbdifferenz folgend die erzielten Körbe.
| Platz | Team             | Spiele | Siege | Niederl. | Körbe   | Diff. | Punkte |
| ----- | ---------------- | ------ | ----- | -------- | ------- | ----- | ------ |
| 1     | Sowjetunion      | 5      | 5     | 0        | 319:207 | +112  | 10     |
| 2     | Bulgarien        | 5      | 4     | 1        | 288:244 | +44   | 9      |
| 3     | Tschechoslowakei | 5      | 3     | 2        | 319:246 | +73   | 8      |
| 4     | Polen            | 5      | 2     | 3        | 222:291 | −68   | 7      |
| 5     | Jugoslawien      | 5      | 1     | 4        | 296:288 | −66   | 6      |
| 6     | Rumänien         | 5      | 0     | 5        | 221:315 | −94   | 5      |

Folgende Ergebnisse der Vorrunde der Mannschaften gegeneinander wurden in die Finalrunde mitgenommen.
- Sowjetunion – Jugoslawien 78:35
- Rumänien – Sowjetunion 40:60
- Bulgarien – Tschechoslowakei 53:51
- Tschechoslowakei – Polen 64:49
- Bulgarien – Polen 66:45
- Jugoslawien – Rumänien 59:46

| Spiel | Datum               | Team 1           | Team 2           | 1. H. | 2. H. | Verl. | Ergebnis   |
| ----- | ------------------- | ---------------- | ---------------- | ----- | ----- | ----- | ---------- |
| 1     | 9. Juni 1960 17:00  | Polen            | Rumänien         | 28:24 | 22:21 | –     | 50:45      |
| 2     | 9. Juni 1960 18:15  | Bulgarien        | Jugoslawien      | 25:22 | 22:23 | –     | 47:45      |
| 3     | 9. Juni 1960 19:30  | Sowjetunion      | Tschechoslowakei | 30:28 | 28:28 | –     | 58:56      |
| 4     | 10. Juni 1960 17:00 | Bulgarien        | Rumänien         | 35:21 | 37:30 | –     | 72:51      |
| 5     | 10. Juni 1960 18:15 | Sowjetunion      | Polen            | 36:10 | 35:16 | –     | 71:26      |
| 6     | 10. Juni 1960 19:30 | Tschechoslowakei | Jugoslawien      | 35:28 | 39:19 | –     | 74:47      |
| 7     | 11. Juni 1960 16:00 | Tschechoslowakei | Rumänien         | 44:16 | 30:23 | –     | 74:39      |
| 8     | 11. Juni 1960 17:15 | Jugoslawien      | Polen            | 28:24 | 17:28 | –     | 45:52      |
| 9     | 11. Juni 1960 18:30 | Sowjetunion      | Bulgarien        | 13:22 | 32:23 | 7:5   | 52:50 (OT) |

## Endstand
| Rang | Land             | Spiele | Bilanz |
| ---- | ---------------- | ------ | ------ |
| 1.   | Sowjetunion      | 7      | 7:0    |
| 2.   | Bulgarien        | 7      | 6:1    |
| 3.   | Tschechoslowakei | 7      | 5:2    |
| 4.   | Polen            | 7      | 4:3    |
| 5.   | Jugoslawien      | 7      | 3:4    |
| 6.   | Rumänien         | 7      | 2:5    |
| 7.   | Italien          | 6      | 3:3    |
| 8.   | Niederlande      | 6      | 2:4    |
| 9.   | Ungarn           | 6      | 1:5    |
| 10.  | Belgien          | 6      | 0:6    |